# Naša mala klinika (Srbija)
'Naša mala klinika' je Srbska serija, posneta po slovenskem originalu, bila je predvajana na B92 in TV OBN. Na šaljiv način prikazuje delo zdravnikov. Serija je bila že po nekaj kritikah ocenjena kot ena najslabših humorističnnih nadaljevank v Srbiji.
Uradan kanal: Naša Mala Klinika (NMK) Srbija:

## Seznam igralcev
| Igralec                   | Vloga                        | Poklic                                   | Čas igranja (sezone)   |
| ------------------------- | ---------------------------- | ---------------------------------------- | ---------------------- |
| Boro Stjepanovic Slobodan | dr primarijus Jovan Guzina   | predstojnik klinike, primarij anestezist | 1-3                    |
| Boda Ninkovic             | Dr Mirko Vrabec              | internist                                | 1-3                    |
| Rene Bitorajac            | dr Veljko Zec                | kirurg                                   | 1-3                    |
| Neda Arneric              | Sanja Popić                  | poslovna direktorica                     | 1-3                    |
| Miodrag Fišeković         | Dr Momčilo Šaranović „Šaran“ | sekundarij                               | 1-3                    |
| Tanja Ribič               | Dr Lili Muha                 | dermatologinja                           | 1-3                    |
| Sonja Damjanović          | sestra Mira                  | medicinska sestra                        | 1-3                    |
| Mladen Nelević            | Sreten Pejović „Pejo“        | bolnik                                   | 1-3                    |
| Svetislav Goncić          | dr Cvetko Novak              | fizioterapevt                            | 1.sez (6. delov) 2-3   |
| Srdjan Miletić            | Veso Ribar                   | vratar                                   | 1-3                    |
| Erol Kadic                | Lepi Kralj                   | reševalec#2                              | (1.sez (7. delov)) 2-3 |
| Andrija Milošević         | Mile Car                     | reševalec#1                              | 30. delov              |
| Branko Đurić              | dr Bogo Moljka               | psihiater                                | 3                      |

## Epizode
| Sezona | Epizode | Originalno predvajanje | Originalno predvajanje |
| Sezona | Epizode | Začetek sezone         | Konec sezone           |
| ------ | ------- | ---------------------- | ---------------------- |
| 1      | 37      | 22. septembra 2007     | 31. maj 2008.          |
| 2      | 21      | september 2008         | ?                      |
| 3      | 17      | 2010                   | 2010                   |